# بوتیادینگن
بوتیادینگن (به آلمانی: Butjadingen) یک شهر در آلمان است که در وزرمارش واقع شده‌است. بوتیادینگن ۶٬۵۴۷ نفر جمعیت دارد.